# Carl Paul Jennewein
Carl Paul Jennewein (2 décembre 1890 - 23 février 1978) est un sculpteur américain, né à Stuttgart, qui émigra aux États-Unis en 1907.

## Début de carrière
Il commence comme apprenti, à 13 ans, au musée des arts de Stuttgart, où il apprend les techniques du plâtre, du modelage et de la peinture. Puis, toujours comme apprenti, il intègre la société de sculptures architecturale Buhler & Lauter à New York et passe ses soirées à étudier à la Art Students League of New York. La plupart de ses premières œuvres consistent en des fresques murales, comme en 1912, les quatre fresques du Woolworth Building; le premier bâtiment que l'on surnommera "la cathédrale du commerce." En 1915, Jennewein est naturalisé américain et rejoint immédiatement l'armée. Cependant, en 1916, il reçoit une exemption de servir avec les honneurs car on vient de lui remettre le Prix de Rome américain. Il s'agit de l'un des prix artistiques les plus prestigieux de l'époque et qui lui permettra d'étudier à l'American Academy de Rome pendant trois années. C'est à Rome que Jennewein tourne, dès lors, toute son attention vers la sculpture.

## Sculptures architecturales

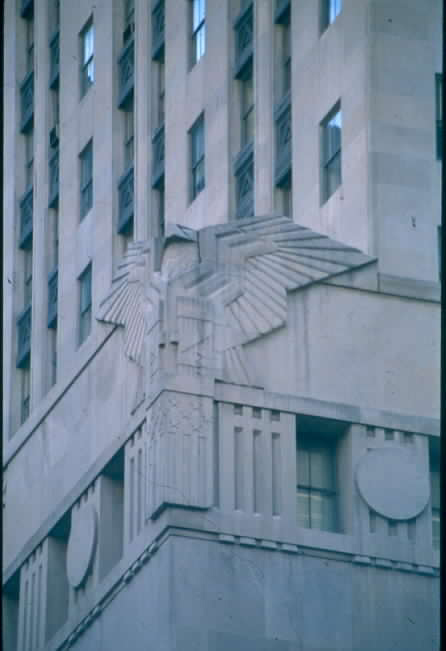
Aigle, Federal Building, New York

- Lincoln Life Insurance Building à Fort Wayne (Indiana) 1923
- Education Building, Harrisburg (Pennsylvanie) 1931
- British Empire Building au Rockefeller Center à New York 1932
- Fronton du Philadelphia Museum of Art 1933
- Justice Department Building, Washington D.C. 1934, où il réalisa plus de 50 éléments sculpturaux
- Kansas City City Hall à Kansas City (Missouri) 1936
- Finance Building, Harrisburg (Pennsylvanie) 1938
- Two stone pylons à la Brooklyn Library de New York 1939
- Dauphin County Court, Harrisburg (Pennsylvanie), extérieur et intérieur 1941
- Fulton County Building Annex à Atlanta 1950
- West Virginia State Office Building à Charleston (Virginie-Occidentale) 1950
- Bas reliefs, Capitole Washington D.C. 1950
- Deux panneaux intérieurs à la Maison-Blanche, Washington D.C. 1954
- Deux portraits monumentaux pour le Rayburn Office Building, à Washington D.C. 1964

## Sources
- (en) Cet article est partiellement ou en totalité issu de l’article de Wikipédia en anglais intitulé « C. Paul Jennewein » (voir la liste des auteurs).
- C. Paul Jennewein: Sculptor ; The Library of Congress